# Vizovice
Vizovice (německy Wisowitz) jsou město v okrese Zlín ve Zlínském kraji, 14 km východně od Zlína v podhůří Vizovických vrchů na soutoku Lutoninky a Bratřejovky. Žije zde přibližně 4 800 obyvatel. Město čítá 1 271 domů.
Historické jádro je městskou památkovou zónou, ve které se nachází mj. výstavná radnice. Dominantou města je barokní zámek. Jsou zde dvě trojúhelníková náměstí, římskokatolický kostel sv. Vavřince z roku 1792 a nemocnice, jejíž budova pochází rovněž z 18. století.

## Název
Název osady byl odvozen od osobního jména Viz, což byla varianta jména Vid, domácké podoby některého jména obsahujícího -vid- (např. Dobrovid, Závid, Vidhost). Význam místního jména byl „Vizovi lidé“. Povědomí souvislosti místního jména s osobním jménem Viz časem zaniklo a v začátku jména byla viděna předpona vy-, proto se jméno často psalo jako Vyzovice.

## Historie
Osada Vizovice byla založena již v době pohanství, tedy ještě před rokem 864. První písemná známka o Vizovicích je z roku 1261 v zakládací listině kláštera Smilheim, který založil Smil ze Zbraslavi a Střílek. Vizovice byly v té době už osadou trhovou. Roku 1466 povýšil Jiří z Poděbrad Vizovice na městečko. Znak města pochází od erbu pánů z Kunštátu (2. polovina 15. století). Roku 1570 byly Vizovice císařem Maxmiliánem II. povýšeny na město, přičemž jim bylo přiděleno každoroční konání dvou jarmarků. V červnu roku 1848 se ve Vizovicích konaly první volby (účast pouze 94 z celkového počtu 542 voličů) – občané volili starostu a 4 radní.[zdroj?]
Počátkem 80. let 19. století byly ve Vizovicích činěny první kroky k výstavbě místní dráhy, která by byla připojena na trať Vídeň–Krakov Severní dráhy císaře Ferdinanda, až v roce 1899 zahájen provoz na trati Otrokovice – Zlín – Vizovice (město Zlín mělo v té době svůj rozkvět teprve před sebou, neboť firma Baťa byla založena až v roce 1894).[zdroj?]

## Pamětihodnosti
K hlavním památkám ve městě patří zejména barokní zámek, klášter Milosrdných bratří s nemocnicí z 2. poloviny 18. století a barokní děkanský kostel sv. Vavřince z roku 1792. Na Masarykově náměstí stojí mariánský sloup z roku 1690 se sochami sv. Jana Nepomuckého, sv. Václava, sv. Floriána a sv. Prokopa.[zdroj?]

### Zámek Vizovice
Zámek ve Vizovicích vznikl v polovině 18. století na místě bývalého cisterciáckého kláštera. Nechal jej postavit Heřman Hannibal z Blümengenu podle návrhů architekta Františka Antonína Grimma. Je to dvoupatrová budova se třemi křídly ve tvaru písmene U postavená v tehdy moderním francouzském barokním stylu. V druhé polovině 18. století byla dokončena zámecká zahrada – anglický a francouzský park se sochařskou výzdobou a se Zámeckým rybníkem. Z té doby pochází i vybavení zámku a rozsáhlá sbírka obrazů.[zdroj?]
Bohaté zámecké interiéry jsou zařízeny nábytkem ve stylu baroka, rokoka, empíru i biedermeieru, s množstvím porcelánu, rozsáhlou obrazovou sbírkou se vzácným souborem děl nizozemského malířství a řadou jiných hodnotných předmětů. Interiér kaple v levém křídle zámku je dílem mistra moravského sochařství Ondřeje Schweigla, jehož skulptury zdobí i celoročně přístupný zámecký park.[zdroj?]

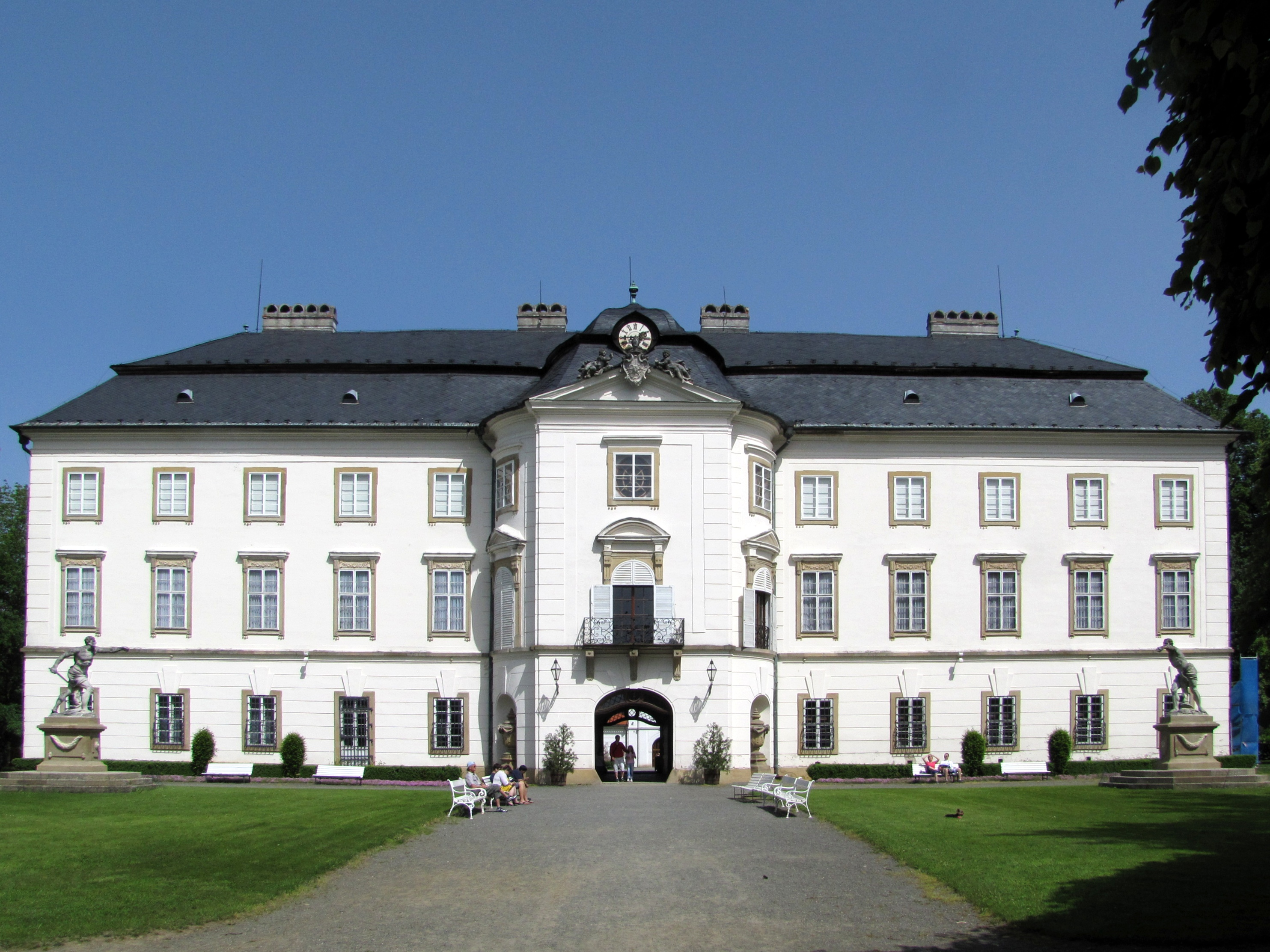
Zámek Vizovice
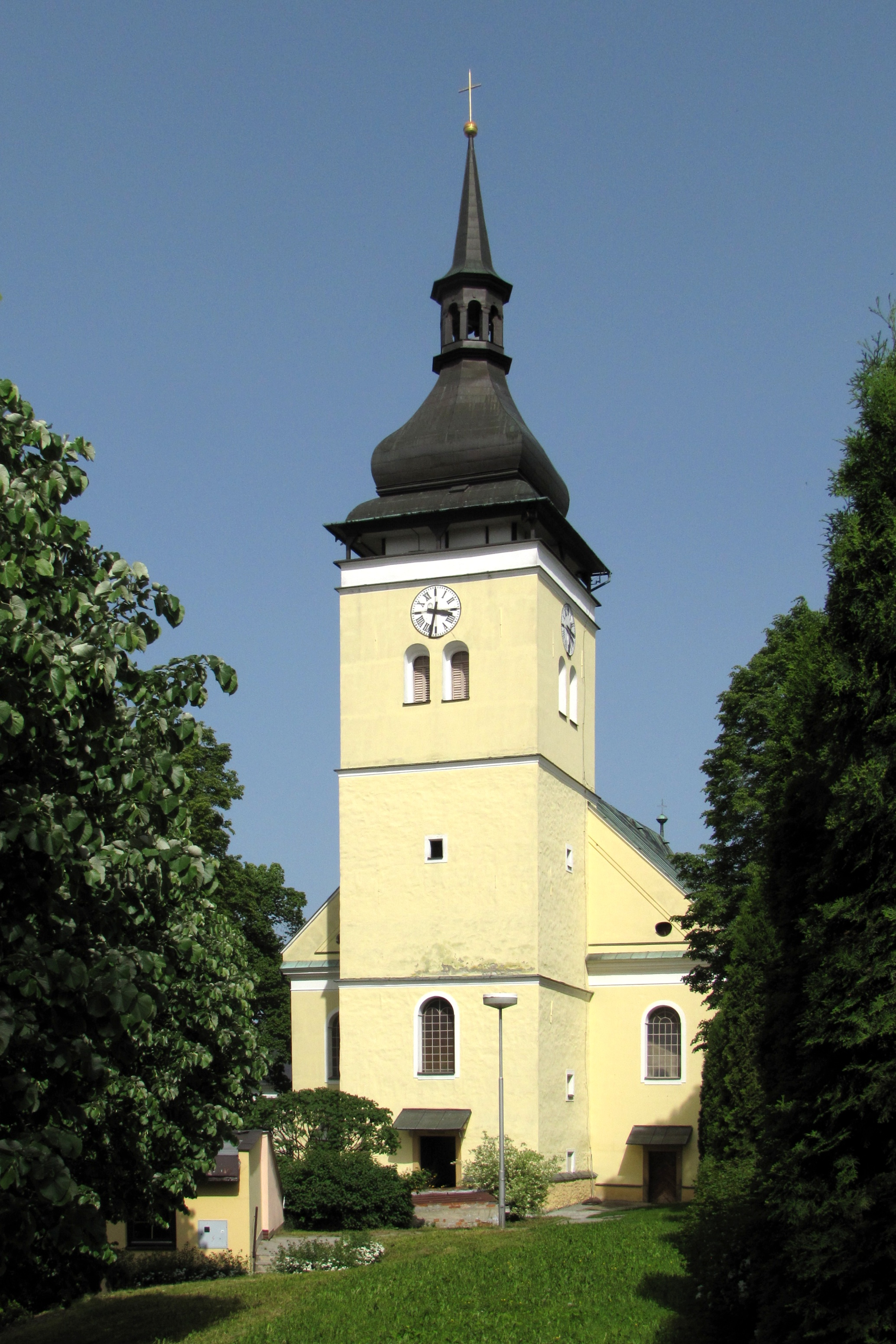
Kostel sv. Vavřince (1792)
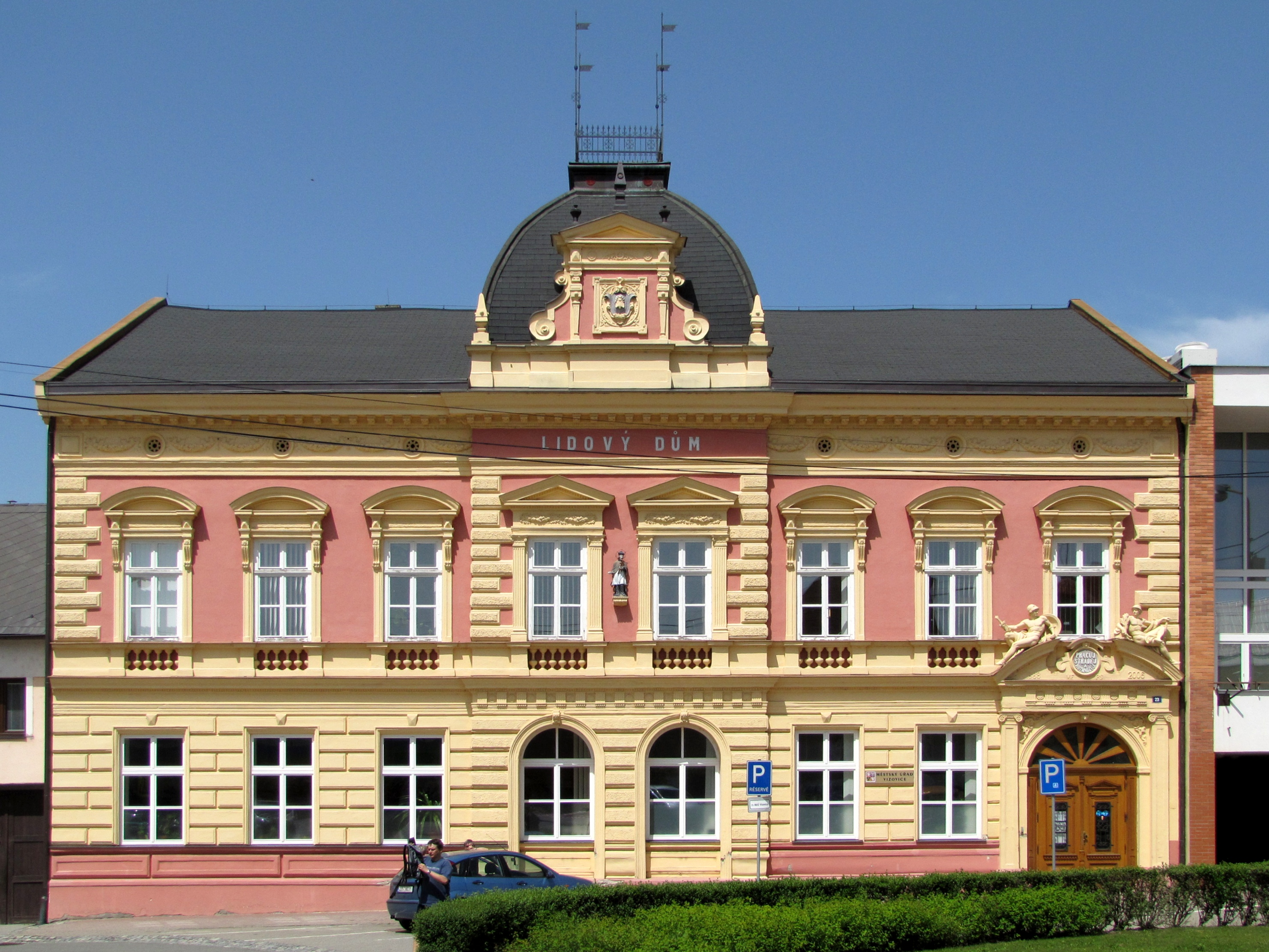
Radnice
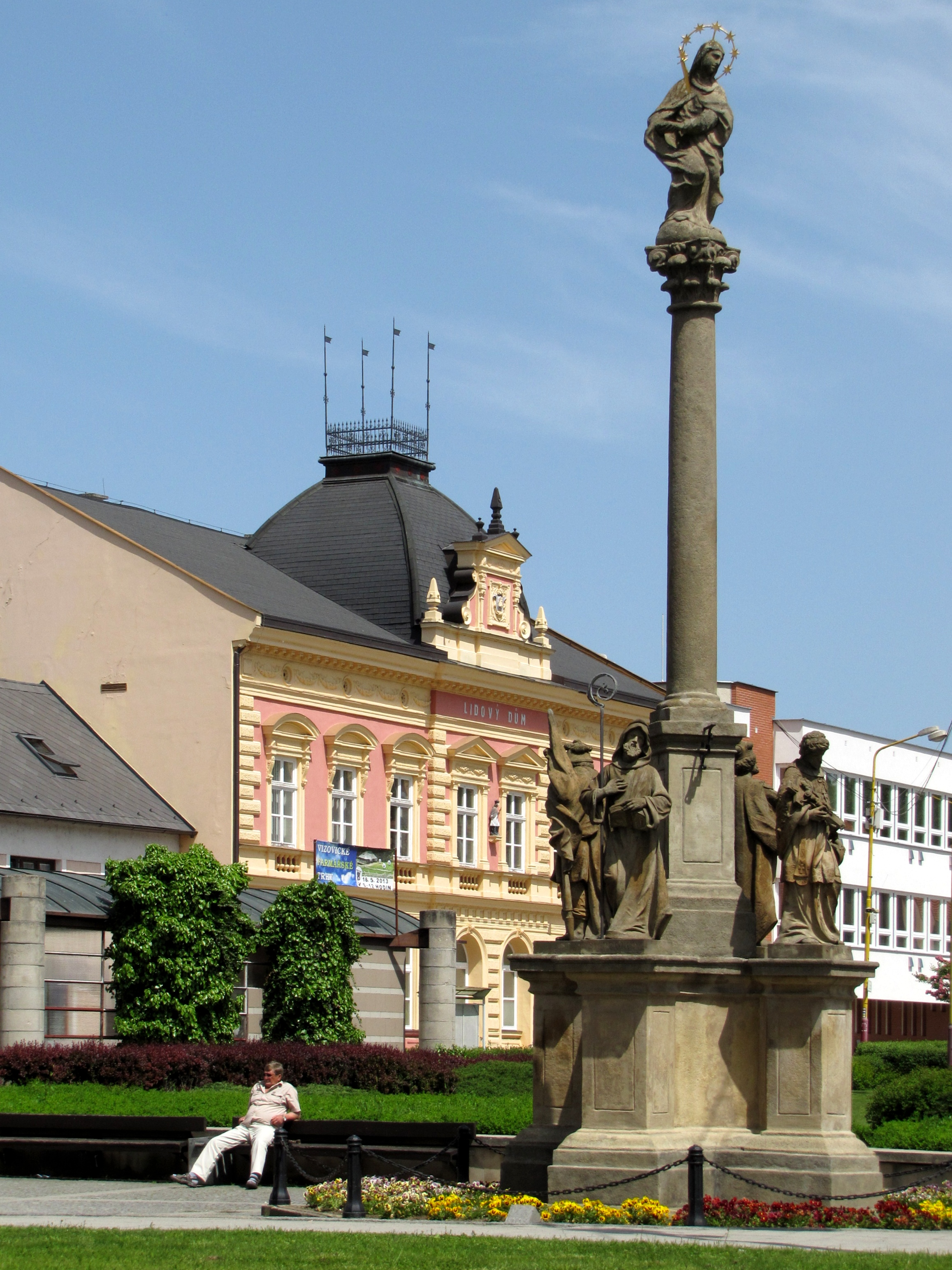
Sloup Bolestné Panny Marie (1690)
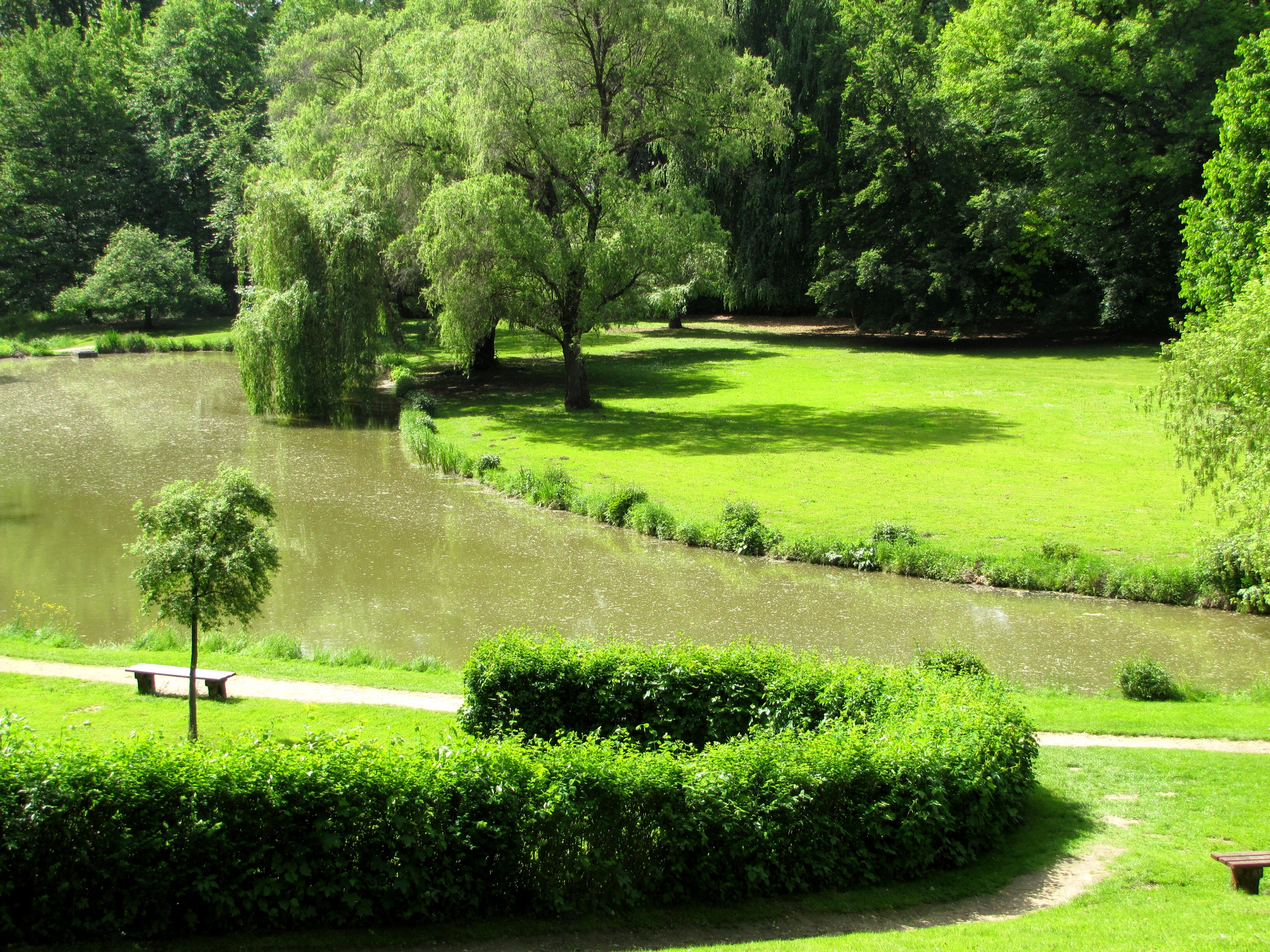
Zámecký park
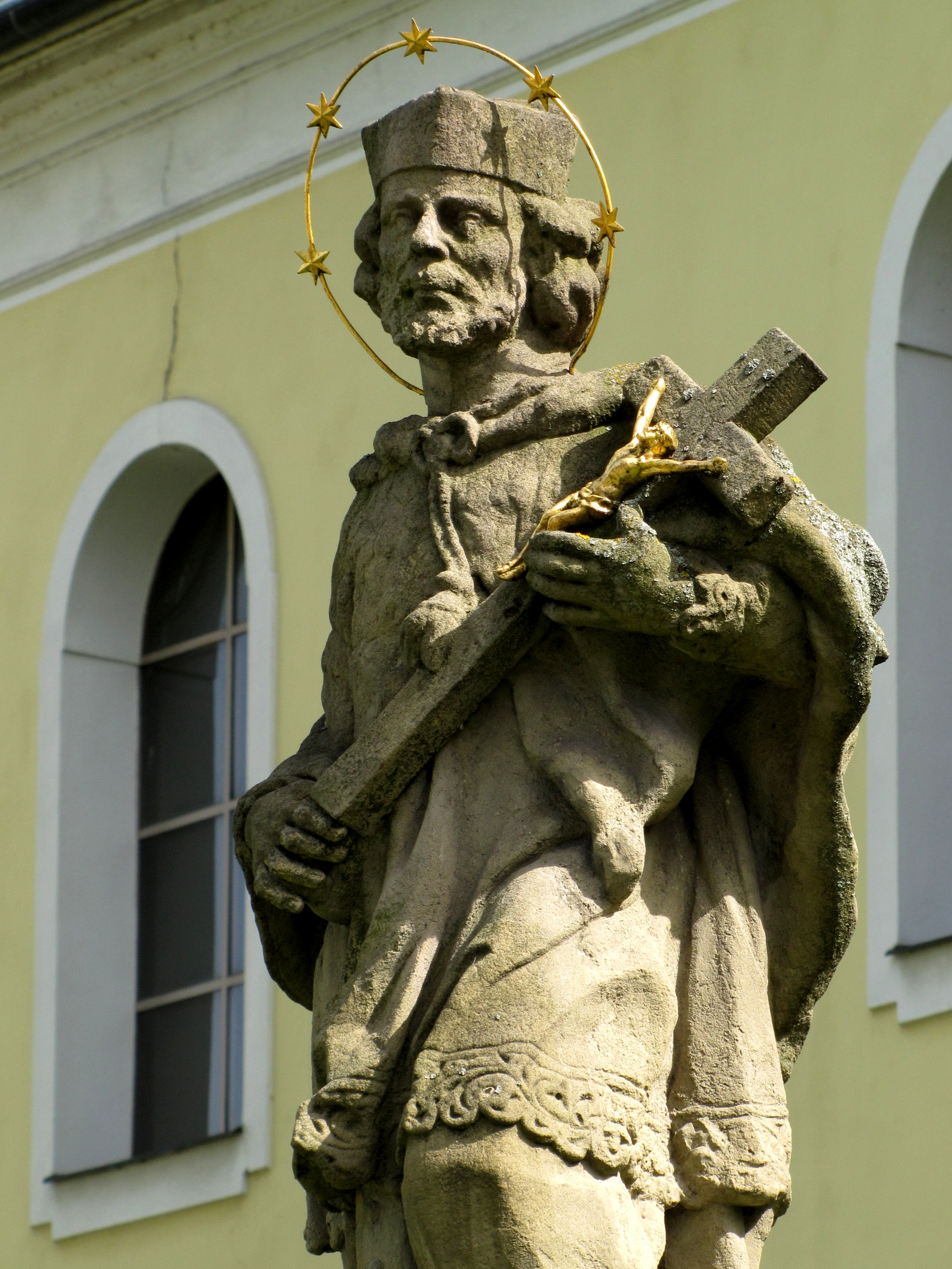
Socha sv. Jana Nepomuckého (1730)

## Současnost
Vizovice jsou městem s tradicí pálení slivovice, světově proslulou palírnou Rudolf Jelínek, tradičním kulturním setkáním Trnkobraní se soutěží v pojídání švestkových knedlíků, folkovým festivalem „Valašský frgál“ pořádaným známou hudební skupinou Fleret, rockovým festivalem Masters of Rock či tradiční sérií koncertů v zámeckém sále – Vizovickým kulturním létem Aloise Háby, tradiční výrobou figurek vizovického pečiva a v posledních letech vznikající tradicí sklářských výrobků sklárny Glass Atelier Morava.[zdroj?]
Město Vizovice (s místní částí Chrastěšov) je od 1. ledna 2003 obcí s pověřeným obecním úřadem a rozšířenou působností (tzv. malým okresem). Do obvodu pověřeného obecního úřadu Vizovice patří 15 měst a obcí: Bratřejov, Březová, Dešná, Hrobice, Jasenná, Lhotsko, Lutonina, Neubuz, Podkopná Lhota, Slušovice, Trnava, Ublo, Veselá, Všemina a Zádveřice–Raková. Společně s Vizovicemi má celý obvod téměř 16 a půl tisíce obyvatel. Zastupitelstvo města Vizovice má 17 členů. Rada města Vizovice (výkonný orgán města Vizovice v oblasti samostatné působnosti, odpovídá zastupitelstvu města) má 5 členů včetně starosty a místostarosty.[zdroj?]

### Základní škola Vizovice
Kapacita školy je 700 žáků. Škola má dvě budovy – „Stará škola“ na náměstí TGM byla postavena roku 1892. „Nová škola“, ve Školní ulici čp. 790, byla postavena v roce 1950. Ve školním roce 2002/2003 bylo vyučováno 728 žáků ve 29 třídách. Škola má 43 pedagogických pracovníků, 12 správních zaměstnanců a 7 kuchařek. I. stupeň ZŠ učí podle osnov Obecné školy s prvky dramatické výchovy. II. stupeň ZŠ učí podle osnov Základní školy.[zdroj?]

### Mateřská škola
Je umístěna ve dvou účelově postavených patrových budovách. Provoz byl zahájen v roce 1968 a v roce 1983. Přírodní prostředí umožnilo vytvořit kolem budov šest samostatných, účelně zařízených hřišť pro rekreaci dětí a pobyt venku. Mateřská škola je šestitřídní s kapacitou 150 dětí. Již několik let úspěšně integruje do kolektivu zdravých dětí i děti s tělesnou nebo jinou vadou. Příspěvek na neinvestiční náklady – školné činí 250 korun měsíčně a stravné za celý den 23 korun.[zdroj?]

### Jesle
Byly ve Vizovicích zřízeny v roce 1956 o kapacitě 15 míst. Nacházely se v I. poschodí v budově staré školy. K poslední změně došlo v roce 2000. Prostory jeslí v budově staré školy byly po 44 letech uvolněny pro děti ZŠ. Jesle byly přestěhovány do prázdné třídy v budově mateřské školy. Zde mají jednu třídu s kapacitou 12 míst, se samostatným vchodem, šatnou a koupelnou s WC. Jídlo připravuje jeslová kuchařka v kuchyni MŠ.[zdroj?]

### Městská knihovna
Sídlem Městské knihovny bylo Předzámčí do roku 1967, kdy byla přestěhována do budovy spořitelny a pak v roce 1992 přemístěna do Kulturního domu. V roce 2000 po rekonstrukcí Předzámčí se přestěhovala do staronových prostor. V roce 2016 se knihovna znovu přestěhovala do nových prostor Domu kultury. Knižní fond tvoří 20 713 svazků.[zdroj?]

### Dům kultury
Poskytuje zázemí pro činnost divadelnímu spolku při Domě kultury divadelnímu spolku ZHNILO a divadelnímu spolku DNO. Pořádá jazykové a hudební kurzy (kytara, klavír), poskytuje zázemí Klubu důchodců – scházejí se na pravidelných schůzkách, pořádají zájezdy, přednášky či ples. Zajišťuje činnost Kruhu přátel hudby, ročně pořádá osm koncertů vážné hudby, většinou v sále zámku, některé v kostele sv. Vavřince ve Vizovicích.[zdroj?]

## Části města
- Vizovice
- Chrastěšov

Od 15. července 1976 do 23. listopadu 1990 k městu patřilo i Lhotsko.

## Komunální volby 2022
Volby do městského zastupitelstva se konaly 23. a 24. září 2022. Volební účast byla 42,80%, což je méně něž v předchozích volbách 2018 (46,88%). Ve volbách se utkalo celkově sedm kandidujících subjektů: SPOLU za Vizovice, KDU-ČSL, Občané Vizovic s podporou Pirátů, Nestraníci, NEZÁVISLÁ VOLBA a NEZÁVISLÍ PRO VIZOVICE.

### Volební výsledky
| Pořadí | Název kandidujícího subjektu     | Zisk hlasů v % | Zisk mandátů |
| ------ | -------------------------------- | -------------- | ------------ |
| 1.     | NEZÁVISLÍ PRO VIZOVICE           | 29,66          | 6            |
| 2.     | SPOLU za Vizovice                | 23,52          | 4            |
| 3.     | Nestraníci                       | 18,24          | 3            |
| 4.     | KDU-ČSL                          | 12,66          | 2            |
| 5.     | Občané Vizovic s podporou Pirátů | 8,48           | 1            |
| 6.     | NEZÁVISLÁ VOLBA                  | 7,41           | 1            |

## Osobnosti
- Josef Čižmář (1868–1965), lékárník, historik, folklorista a vlastivědný pracovník
- Rudolf Feistmantl (1892–1943), důstojník československé armády a odbojář z období druhé světové války popravený nacisty
- Štěpán Gavenda (1920–1954), partyzán, člen druhého a třetího odboje, popraven komunisty
- Jan Graubner (* 1948), od 1992 arcibiskup olomoucký a metropolita moravský; farář ve Vizovicích v letech 1982–1990
- Alois Hába (1893–1973), skladatel
- Rudolf Jelínek (1892–1944), podnikatel
- Bolek Polívka (* 1949), herec, komik, mim, dramatik a scenárista
- Jan Reimershofer (1808–1876), podnikatel a politik, během revolučního roku 1848 poslanec Říšského sněmu, později emigroval do USA
- Antonín Vysloužil (1890–1945), katolický kněz a starosta Vizovic, zavražděn komunisty
- Alena Hanáková (* 1958), politička
- Aranka Lapešová (* 1944), herečka